# 梅宮哲
梅宮 哲（うめみや てつ、1978年11月4日 - ）は、日本の元俳優。福島県南会津町出身。日本文化大学を卒業。

## 人物
夏木プロダクションに所属していた。
キックボクシング経験者。夏木プロダクションのプロフィールによると「剣道三段（全国大会出場）、居合二段、レスリング初段（国体出場）」と記されている。
TBS系のバラエティ番組『ガチンコ!』内の企画「ガチンコファイトクラブIV」で知名度が上がる。2度ボクシングのプロテストを受験したが、ケガのため、合格できなかった。
2006年に朝鮮料理店「豚とこ豚」池袋店のオーナーになったが、後に廃業。現在は表舞台に出ていない。

## 出演

### バラエティー
- ガチンコ!（TBS） - 「ファイトクラブ」第4期生（2001年 - 2003年）※番組最終盤にも各コーナーの出演者代表として出演

### テレビドラマ
- 火の粉（2005年2月19日、朝日放送）
- ホーリーランド（2005年、テレビ東京） - 土屋 役
- 水曜ミステリー9（テレビ東京） - 柳沢直人 役
  - 『神楽坂署生活安全課3 迷刑事エイジとロク 子連れデカ 花街迷宮』（2007年）
  - 『神楽坂署生活安全課4 ご近所トラブル殺人事件』（2008年）

### 映画
- おまえが嫌いだ[リンク切れ]（2005年、NETCINEMA.TV）

### Vシネマ
- 実録･暴走族 ブラックエンペラー暴走伝説 下北沢総本部（2006年） - ブラックエンペラー下北沢支部サブリーダー 横山浩二
- 実録・暴走族 極悪 2代目（2007年）
- 極道の紋章 第参章（2007年） - 元 堀田一家沢村組組員 幸田義則
- 新宿暴力街 華火（2007年） - 大畔組組員
- 関西極道 流血の抗争史 侠客の刃編（2008年） - 盛下組藤佐組組員 藤信人
- 横浜暗黒街 華炎（2008年） - 仁藤会藤堂組組員 ヤマザキ
- むこうぶち4 高レート裏麻雀列伝 雀荘殺し（2008年） - アカツカ(雀ゴロ)
- やくざ抗争史 猛友会 西成愚連隊（2008年） - 猛友会米沢会組員
- 白竜10 白竜VS.黒竜（2010年） - 鉄道整備支援機構職員 ヤマモト